# Turizem v Severni Makedoniji
Turizem v Severni Makedoniji je velik dejavnik nacionalnega gospodarstva. Zaradi velikega števila naravnih in kulturnih znamenitosti je država primerna za turizem.         
Leta 2019 je Severna Makedonija sprejela 1.184.963 prihodov turistov, od tega 757.593 iz tujine.

## Galerija
- Cerkev sv. Janeza v Kaneu s pogledom na Ohridsko jezero
- Skopje
- Mavrovsko jezero
- Kamnito mesto Kukljica
- Reka Črni vodnjak
- Bitola
- Ohridsko jezero
- Galičnik
- Skopski vodovod
- Gora Korab